# اسپرینگدیل (آیووا)
اسپرینگدیل (به انگلیسی: Springdale) یک منطقهٔ مسکونی در ایالات متحده آمریکا است که در آیووا واقع شده‌است. اسپرینگدیل ۲۳۸٫۰۵ متر بالاتر از سطح دریا واقع شده‌است.